# 衛星間通信
衛星間通信とは人工衛星の間での通信である。

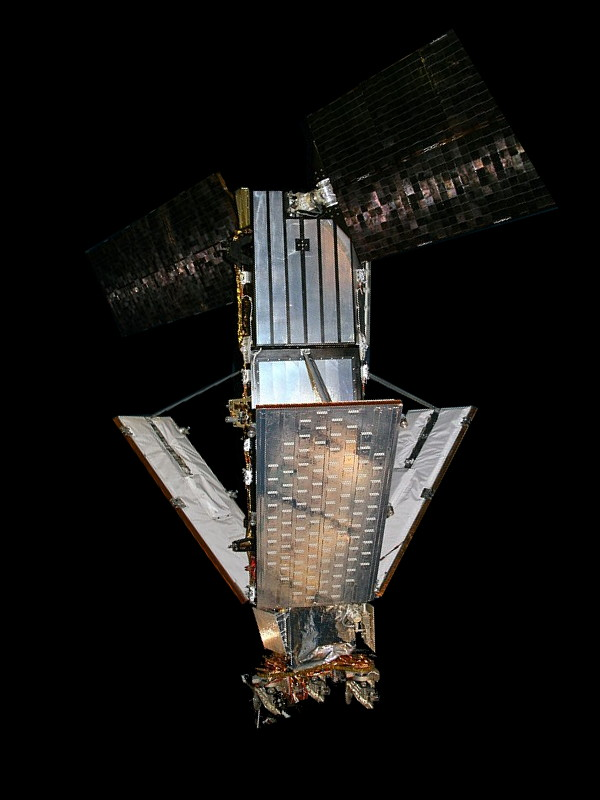
イリジウム

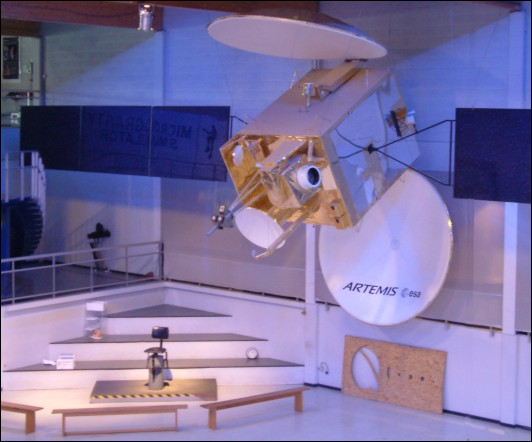
ARTEMISの実物大模型

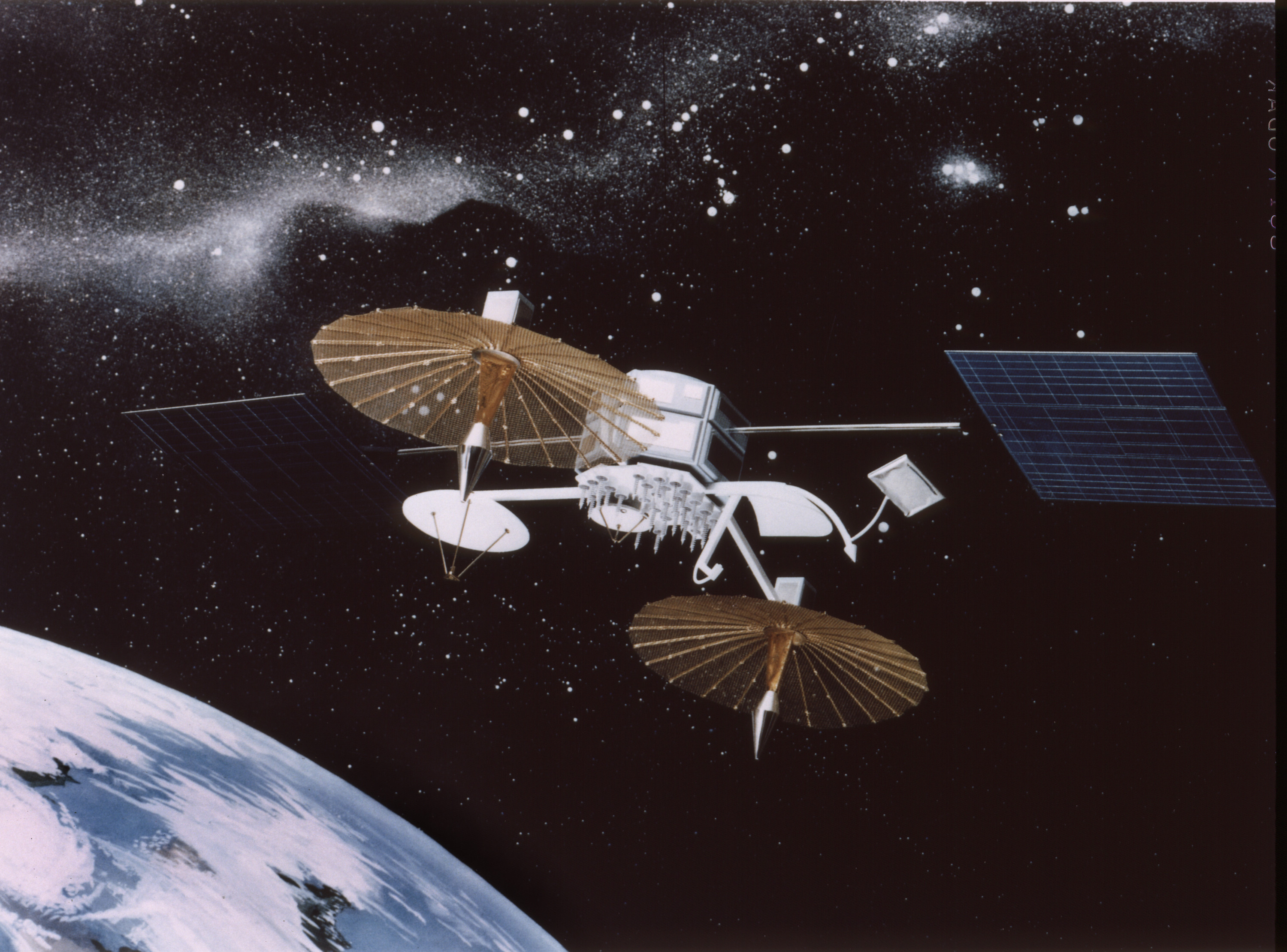
TDRS（第1世代）

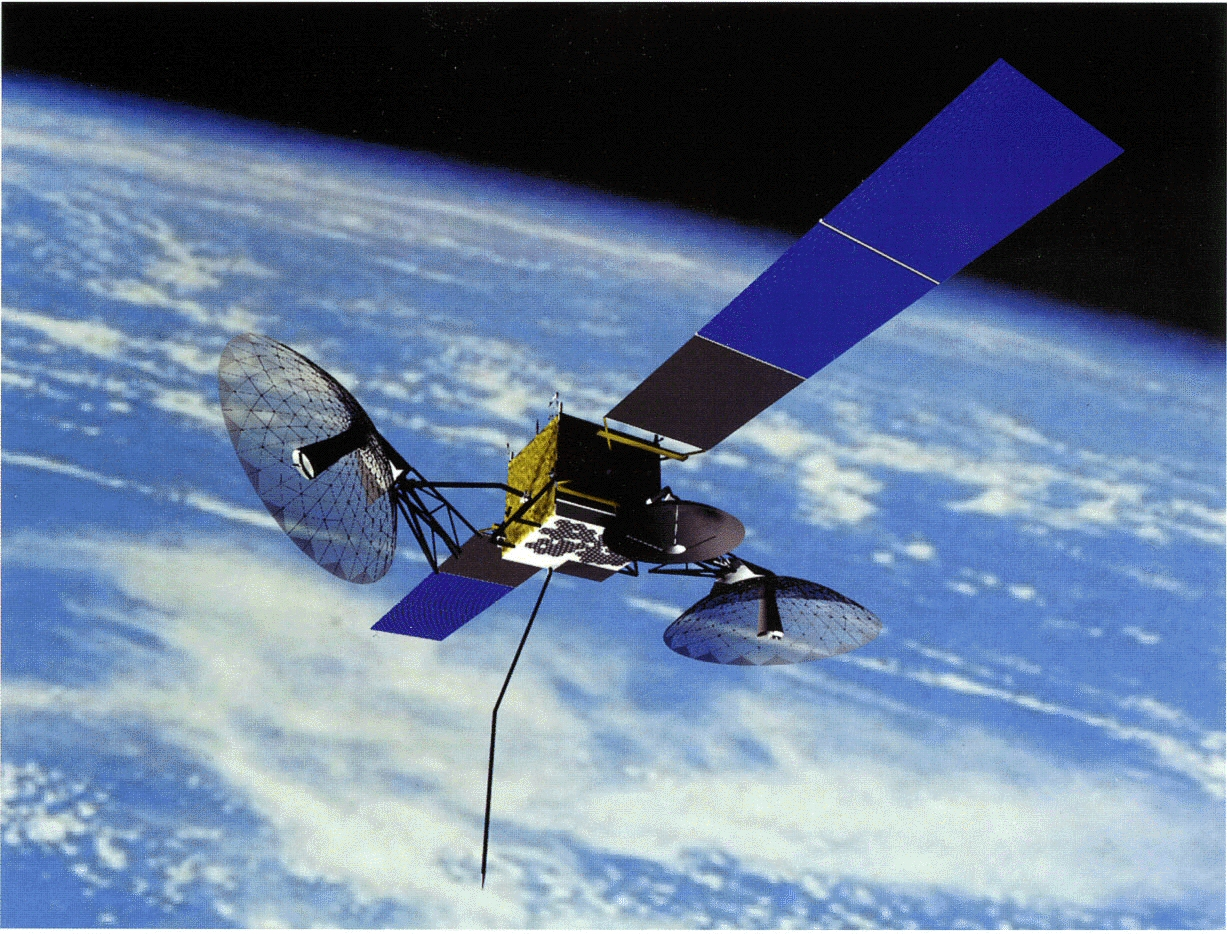
TDRS（第2世代）

従来は静止軌道のデータ中継衛星の利用が一般的だったが、近年では低軌道上の衛星コンステレーションを活用した衛星間通信が増えつつある。

## 概要
衛星間通信にはTDRSのような低軌道を飛行する人工衛星や宇宙船との通信を主な目的とした静止軌道上のデータ中継衛星が用いられたり、イリジウムのようなPeer to Peerの通信形態がある。

## 光衛星間通信
日本では2005年、きらりとESAの静止衛星ARTEMISとのレーザー光による双方向の光衛星間通信実験に成功した。その成果を基に開発した光データ中継衛星及びその光衛星間通信システムLUCASが2020年に打ち上げられ、1.8Gbpsでの通信を予定している。

## 主な衛星間通信の例
- TDRS - ハッブル宇宙望遠鏡、国際宇宙ステーション等と中継に使用される。
- こだま - きぼう、きらり、だいち等と中継に使用される。
- イリジウム - 複数の通信衛星が連携して伝達する。
- ARTEMIS - 欧州補給機やSPOT衛星などで使用される。
- 光データ中継衛星 - 情報収集衛星及びだいち4号と地上局との中継に使用される。
- スターリンク - 衛星コンステレーションを構成する衛星間で通信する際に使用される。[1]